# Division I i bandy 1943
Division I i bandy 1943 var Sveriges högsta division i bandy säsongen 1943. Södergruppsvinnarna Västerås SK lyckades vinna svenska mästerskapet efter seger med 3-0 mot norrgruppsvinarna Bollnäs GIF i andra omspelsfinalen på Laduviken i Stockholm den 7 mars 1943. Den första omspelsmatchen spelades på Stockholms stadion den 21 februari, slutade 2-2. Den första omspelsfinalen spelades i Bollnäs, och avbröts vid ställningen 1–0 till Bollnäs GIF på grund av för dålig is. Till slut lyckades Stockholms Bandyförbund ordna en andra omspelsfinal.

## Upplägg
Gruppvinnarna i de två geografiskt indelade åttalagsgrupperna möttes i final, och lag 7-8 i respektive grupp flyttades ned till Division II. Eftersom serien minskats ned från 24 till 16 lag flyttades inga lag upp inför denna säsong.

## Förlopp
Skytteligan vanns av Thure Siljeholm, IK Huge med 13 fullträffar..

## Seriespelet

### Division I norra
| Nr | Lag            | S | V | O | F | +/-     | P  |
| -- | -------------- | - | - | - | - | ------- | -- |
| 1  | Bollnäs GIF    | 7 | 6 | 0 | 1 | 21 - 15 | 12 |
| 2  | Skutskärs IF   | 7 | 5 | 0 | 2 | 30 - 5  | 10 |
| 3  | IK Huge        | 7 | 4 | 1 | 2 | 31 - 18 | 9  |
| 4  | IK Heros       | 7 | 4 | 1 | 2 | 17 - 11 | 9  |
| 5  | Söderhamns IF  | 7 | 4 | 0 | 3 | 22 - 17 | 8  |
| 6  | Sandvikens AIK | 7 | 2 | 0 | 5 | 17 - 21 | 4  |
| 7  | IFK Rättvik    | 7 | 1 | 0 | 6 | 9 - 33  | 2  |
| 8  | IF Vesta       | 7 | 1 | 0 | 6 | 11 - 38 | 2  |

### Division I södra
| Nr | Lag             | S | V | O | F | +/-     | P  |
| -- | --------------- | - | - | - | - | ------- | -- |
| 1  | Västerås SK     | 7 | 6 | 1 | 0 | 18 - 6  | 13 |
| 2  | Nässjö IF       | 7 | 4 | 1 | 2 | 21 - 14 | 9  |
| 3  | Reymersholms IK | 7 | 3 | 2 | 2 | 18 - 13 | 8  |
| 4  | IF Göta         | 7 | 3 | 2 | 2 | 13 - 9  | 8  |
| 5  | Örebro SK       | 7 | 2 | 2 | 3 | 16 - 13 | 6  |
| 6  | Katrineholms SK | 7 | 3 | 0 | 4 | 13 - 17 | 6  |
| 7  | Slottsbrons IF  | 7 | 1 | 2 | 4 | 14 - 15 | 4  |
| 8  | IK Viljan       | 7 | 1 | 0 | 6 | 10 - 36 | 2  |

## Svensk mästerskapsfinal
- 21 februari 1943: Västerås SK-Bollnäs GIF 2-2 (Stockholms stadion) Matchen kunde ej spelas klart och nytt omspel utlöstes.

## Omspel 1 av svensk mästerskapsfinal
- Västerås SK-Bollnäs GIF ?-?, matchen kunde ej spelas klart och nytt omspel utlöstes. (Bollnäs)

## Omspel 2 av svensk mästerskapsfinal
- 7 mars 1943: Västerås SK-Bollnäs GIF 3-0 (Laduviken, Stockholm)

## Svenska mästarna
Mall:Västerås SK BK 1943